# Ertra, Ertra, Ertra
Ertra, Ertra, Ertra (Arabisch: ارتريا ارتريا ارتريا, Tigrinya:  ኤርትራ ኤርትራ ኤርትራ) is het volkslied van Eritrea en is in 1993 ingevoerd, kort nadat het land onafhankelijk werd van Ethiopië. De Nederlandstalige titel van het volkslied is: Eritrea, Eritrea, Eritrea. Het lied is geschreven in 1951 door Solomon Tsehaye Beraki en de componist(en) waren Isaac Abraham Meharezghi en Aron Tekle Tesfatsion.
Onafhankelijke staten: Algerije · Angola · Benin · Botswana · Burkina Faso · Burundi · Centraal-Afrikaanse Republiek · Comoren · Congo-Brazzaville · Congo-Kinshasa · Djibouti · Egypte · Equatoriaal-Guinea · Eritrea · Ethiopië · Gabon · Gambia · Ghana · Guinee · Guinee-Bissau · Ivoorkust · Kaapverdië · Kameroen · Kenia · Lesotho · Liberia · Libië · Madagaskar · Malawi · Mali · Marokko · Mauritanië · Mauritius · Marokko · Mozambique · Namibië · Niger · Nigeria · Oeganda · Rwanda · Sao Tomé en Principe · Senegal · Seychellen · Sierra Leone · Somalië · Soedan · Swaziland · Tanzania · Tsjaad · Togo · Tunesië · Zambia · Zimbabwe · Zuid-Afrika · Zuid-Soedan
Niet algemeen erkende landen: Somaliland · Westelijke Sahara
Afhankelijke gebieden: Mayotte · Réunion (onofficieel) · Saint Helena, Ascension and Tristan da Cunha (onofficieel)